# 谷本小代子
谷本 小代子（たにもと さよこ、1935年5月8日 - ）は、日本の女優。本名は飯塚小代子（旧姓：谷本）。兵庫県出身。特技は三味線、日舞。別名：谷本 小夜子。

## 来歴
1950年、東映東京撮影所に入り、1956年、映画『警視庁物語 追跡七十三時間』でデビューする。1979年、東映を退社して、フリーになる。
その後は、映画、テレビドラマなどで活躍する。

## 出演

### 映画
- 警視庁物語 追跡七十三時間（1956年、東映） - 旅館の女中
- 警視庁物語 上野発五時三五分（1957年、東映） - 「蛸一」の少女
- 警視庁物語 七人の追跡者（1958年、東映） - 食堂の女子店員
- 点と線（1958年、東映） - 長谷川医院の看護婦
- 警視庁物語 顔のない女（1959年、東映） - 吉岡の妻
- 警視庁物語 遺留品なし（1959年、東映） - 井口花子
- 鹿島灘の女（1959年、東映） - 玉子
- 警視庁物語 深夜便一三〇列車（1960年、東映） - パン工場の工員
- 秘密（1960年、東映） - 女工
- 警視庁物語 血液型の秘密（1960年、東映） - 東郊不動産の女子事務員
- 黄色い風土（1961年、東映） - 「桃太郎」の女中
- 警視庁物語 不在証明（1961年、東映） - タバコ屋の女性
- 警視庁物語 12人の刑事（1961年、東映） - 「南海荘」の元女中・きぬ
- 恋と太陽とギャング（1962年、東映） - おかみさん
- ギャング対ギャング（1962年、東映） - おばさん
- 警視庁物語 19号埋立地（1962年、東映） - 気のふれた女
- 海道一の鬼紳士（1963年、東映） - 町の人B
- 五番町夕霧楼（1963年、東映） - 団子
- 海軍（1963年、東映） - 真人の長姉・ハル
- 警視庁物語 自供（1964年、東映） - 川にごみを捨てる女
- 廓育ち（1964年、東映） - 月子
- 散歩する霊柩車（1964年、東映） - 看護婦
- 続 浪曲子守唄（1967年、東映） - おかみさん
- 河内遊侠伝（1967年、東映） - 女房
- 怪談 蛇女（1968年、東映） - 巫女一
- 妾二十一人 ど助平一代（1969年、東映） - なみ
- 暴力団再武装（1971年、東映） - 長さんの女房
- ポルノの帝王（1971年、東映） - 婦人A
- 現代やくざ 人斬り与太（1972年、東映） - 勇の母
- ポルノの帝王 失神トルコ風呂（1972年、東映） - 入院患者
- 女囚701号/さそり（1972年、東映）
- 番格ロック（1973年、東映）
- 聖獣学園（1974年、東映） - 上坂冬江
- 色情トルコ日記（1974年、東映） - 花電車のお菊
- サンダカン八番娼館 望郷（1974年、東宝・俳優座映画放送）
- けんか空手 極真拳（1975年、東映） - 兄嫁
- 大脱獄（1975年、東映） - リリイ
- 多羅尾伴内 鬼面村の惨劇（1978年、東映） - くめ
- トラック野郎・突撃一番星（1978年、東映） - 金田夫人[1]
- わが青春のイレブン（1979年、東映） - 黒住の母
- 天使の欲望（1979年、東映） - 滝岡
- 駅 STATION（1981年、東宝） - 新妻旅館の女中
- 誘拐報道（1982年、東映）
- 日本海大海戦 海ゆかば（1983年、東映）
- 天国の駅 HEAVEN STATION（1984年、東映） - 女看守
- 火宅の人（1986年、東映） - 信子
- 華の乱（1988年、東映） - きよ

### テレビドラマ
- 忍者ハットリくん+忍者怪獣ジッポウ 第11話「ジッポウはお風呂が嫌いでござる」（1967年、NET / 東映） - 女中・ふぐ
- ジャイアントロボ 第10話「改造人間」（1967年、NET / 東映） - お民
- キイハンター （TBS / 東映）
  - 第2話「非情の唇」（1968年） - 別荘番の老婆
  - 第194話「殺人コンピューター貸します」（1971年）
  - 第218話「ブラジル農協ギャング捕物帳」（1972年）
- 河童の三平 妖怪大作戦 第24話「怪異半獣仙人」（1969年、NET） - 村人
- プレイガール（東京12チャンネル / 東映）
  - 第6話「女は裸で勝負する」（1969年）
  - 第225話「女子高校生・番長殺人事件」（1973年）
- 江戸川乱歩シリーズ 明智小五郎 第6話「吸血鬼」（1970年、東京12チャンネル）
- キカイダー01 第21話「吸血の館 美人女子寮の恐怖!!」（1973年、NET / 東映） - 寮長
- がんばれ!!ロボコン 第1話「おいらロボット ロボコンだい」（1974年、NET / 東映） - 訪問999件目の奥さん
- バーディー大作戦 第41話「全員！覗き盗聴開始！」（1975年、TBS / 東映）
- Gメン'75 （TBS / 東映）
  - 第56話「魚の眼の恐怖」（1976年） − 少女の母親
  - 第67話「部長刑事暗殺」（1976年）
  - 第78話「土曜日の幼稚園ジャック」（1976年） − アパート管理人
  - 第122話「18才ひと夏の経験」（1977年） − 大熊自動車整備工場夫人
  - 第135話「死んだ人からの緊急電話」（1977年）
  - 第257話「大暴走! 囚人護送車」（1980年）
  - 第311話「裸の女の死体を運ぶ刑事」（1981年）
  - 第325話「帰って来たラーメン屋刑事」（1981年）
- ベルサイユのトラック姐ちゃん 第4話「ベルトラ姐ちゃん必勝法!」（1976年、NET）
- 人間の証明（1978年、毎日放送）
- ザ・スーパーガール （東京12チャンネル / 東映）
  - 第20話「女の命は裸で守れ」（1979年）
  - 第23話「暴力の街に女体を賭けろ」（1979年）
  - 第31話「異常夫婦の危険なレイプ」（1979年）
  - 第42話「一夜妻 想い出の愛に燃えて」（1980年）
  - 第51話「時限爆弾 タイムリミット1分前」（1980年）
- 騎馬奉行 第2話「大殺陣! 怒りの刃」（1979年、関西テレビ）
- バトルフィーバーJ 第20話「危険な幽霊狩り」（1979年、テレビ朝日 / 東映） - 寮長
- 探偵物語 第23話「夕陽に赤い血を!」（1980年、日本テレビ） - 老婦人
- 仮面ライダー（新） 第29話「初公開! 強化スカイライダーの必殺技」（1980年、毎日放送 / 東映） - 母親
- 特捜最前線 （テレビ朝日 / 東映）
  - 第258話「ヨコハマストーリー!」（1982年）
  - 第345話「新春I・窓際警視の子守歌!」（1984年）
  - 第360話「哀・弾丸・愛II 7人の刑事たち!」（1984年）
  - 第370話「隅田川慕情!」（1984年）
  - 第399話「少女・ある娘を探す旅!」（1985年）
  - 第413話「眠れよ父、季節はずれの雛人形!」（1985年）
  - 第486話「涼子・夢に縋った女!」（1986年）
- 火曜サスペンス劇場 （日本テレビ）
  - 「松本清張の交通事故死亡1名」（1982年）
  - 「女監察医・室生亜季子3 瀬戸内竹原殺人行」（1987年）
  - 「弁護士・高林鮎子15 飛騨高山の女」（1994年）
  - 「弁護士・高林鮎子30 やまびこ6号・十和田湖に泣く女」（2002年）
- 新・女捜査官 第10話「海外逃亡の男を待つ温泉町の女」（1983年、朝日放送）
- 中卒・東大一直線 もう高校はいらない!（1984年、TBS）
- 勝手に!カミタマン 第12話「ノロイ君都会へ」（1985年、フジテレビ / 東映） - たばこ屋
- 大人になるまでガマンする（1986年、TBS）
- スケバン刑事III 少女忍法帖伝奇 第34話・39話・40話（1987年、フジテレビ / 東映）
- 土曜ワイド劇場 （テレビ朝日）
  - 「女弁護士 朝吹里矢子9 相続欠格の謎」（1987年）
  - 「津軽海峡おんな殺人行」（1988年）
  - 「松本清張作家活動40年記念・霧の旗」（1991年） - 渡辺キク
- トップスチュワーデス物語（1990年、TBS）
- メタルヒーローシリーズ（テレビ朝日 / 東映）
  - 特警ウインスペクター 第28話「飛べ! 優子号」（1990年） - 老人ホームの老婆
  - 特救指令ソルブレイン 第6話「バクダンと落語家」（1991年） - 石丸重子
  - 特捜エクシードラフト 第15話「前略金銀息子さま」（1992年） - 金銀兄弟の母
- 森村誠一サスペンス「喪中欠礼」（1990年8月20日、関西テレビ）
- さすらい刑事旅情編IV 第17話「東京駅・消えた凶器・証言を拒んだ女」（1992年、テレビ朝日 / 東映）
- 天使のように生きてみたい（1992年、TBS）
- ラッキィ（1994年、NHK-BS2）
- HOTEL 第5シリーズ 第1話「姉さん! ハワイに転勤です!」（1998年、TBS / 近藤照男プロダクション）
- 月曜ドラマスペシャル「江戸川蘭子の事件簿 伊勢志摩バスツアー殺人事件」（1999年、TBS）